# الفبای تدمری
الفبای تَدمُری یا الفبای پالمیرایی (به انگلیسی: Palmyrene alphabet) الفبایی برگرفته از الفبای آرامی است که در گذشته برای نوشتن لهجه آرامیِ پالمیرایی به کار می‌رفته است. این الفبا در میان بازه زمانی ۱۰۰ پ.م تا ۳۰۰ م در تدمر در بیابان سوریه کاربرد داشته‌است. مانی به روایتی خط مانوی را بر پایهٔ خط تدمری ابداع کرده بود. کهنترین تاریخ نوشته‌های تدمری به ۴۴ پ.م برمی‌گردد. آخرین تاریخ نوشته‌های بازمانده نیز به ۳۰۰ م. برمی‌گردد که دو سال پس از تسخیر شاهنشاهی تدمر و پایان عمرش بدست امپراتور روم، اورلیان است. زیرا پس از آن دیگر زبان‌های لاتین و یونانی برای امور اداری تدمر بکار بسته شد و آن زبان‌ها جایگزین زبان تدمری گشتند.
تدمری از الفبای آرامی به صورت کژ و شکسته برگرفته شده و دارای ویژگی‌های بسیاری است:

تدمری عموما بی هیچ فاصله‌ای یا نقطه‌گذاری بین واژگان و جملات نوشته می‌شود.

دو دیسه از تدمری تکوین کرده اند: دیسه گرد و کژ برگرفته از الفبای آرامی و بعدها یک خط آیینی، هر دو دیسه‌های کژ و تزئینی در ساختارهای چاپی لیگچر بکار بسته می‌شدند.

## نویسه‌ها

### شماره‌ها
تدمری از سامانه‌ای نا-دهگانی بهره می‌جوید که شماره‌ها از نمادهای ‍۱، ۲، ۳، ۴، ۵، ۱۰ و ۲۰ ساخته می‌شوند. این سامانه شمارشی بسیار به نیای آرامی خویش مانسته است که شماره‌ها با بهره جویی از نمادهای ۱، ۲، ۳، ۱۰، ۲۰، ۱۰۰ و ۱۰۰۰ ساخته می‌شوند.

### حروف
برخی از سبک‌ها در حرف «ر» (رِش) و گاهی در حرف «د» (دالِش) دیده می‌شود که به همراه نقطه‌ای در بالا هستند، ولی این سبک‌ها با این حروف بخاطر تمایز دیداری است. لیگچرسازی پس از ب، ح، م، ن و ق گاهی پیش از دیگر همخوان در شماری از سنگنبشته‌ها رایج هستند ولیکن بایسته و الزامی نبودند. همچنین دو  گُلنما (fleurons) در برخی کتیبه‌ها  به صورت چپ‌سو و راست‌سو در کنار شماره‌ها نمایان هستند.

## رمزگشایی
نمونه‌های سنگنبشته‌های تدمری در ۱۶۱۶ چاپ شدند ولی نسخه‌های دقیقی از سنگنبشته‌های دوزبانه تدمری/یونانی تا سال ۱۷۵۶ در دسترس نبود. الفبای تدمری به معنای واقعی واژه «یک شبه» در دهه ۱۷۵۰ بدست پدر ژان ژاک باتلیمی (به فرانسوی: Abbé Jean-Jacques Barthélemy) فرانسوی رمزگشایی شدند. این رمزگشایی هنوز نیز کاربرد دارد.

## یونی‌کد
تدمری به یونیکد استاندارد در ژوئن ۲۰۱۴ با رونمایی از نسخه ۷/۰ افزوده شد.
بلوک یونیکد تدمریU+10860–U+1087F است.
| تدمری[1] Official Unicode Consortium code chart (PDF) |   |   |   |   |   |   |   |   |   |   |   |   |   |   |   |   |
|                                                       | 0 | 1 | 2 | 3 | 4 | 5 | 6 | 7 | 8 | 9 | A | B | C | D | E | F |
| U+1086x                                               | 𐡠 | 𐡡 | 𐡢 | 𐡣 | 𐡤 | 𐡥 | 𐡦 | 𐡧 | 𐡨 | 𐡩 | 𐡪 | 𐡫 | 𐡬 | 𐡭 | 𐡮 | 𐡯 |
| U+1087x                                               | 𐡰 | 𐡱 | 𐡲 | 𐡳 | 𐡴 | 𐡵 | 𐡶 | 𐡷 | 𐡸 | 𐡹 | 𐡺 | 𐡻 | 𐡼 | 𐡽 | 𐡾 | 𐡿 |
| نکات 1.^ بعنوان نسخه ۱۱/۰ یونیکد                      |   |   |   |   |   |   |   |   |   |   |   |   |   |   |   |   |

## نگارخانه

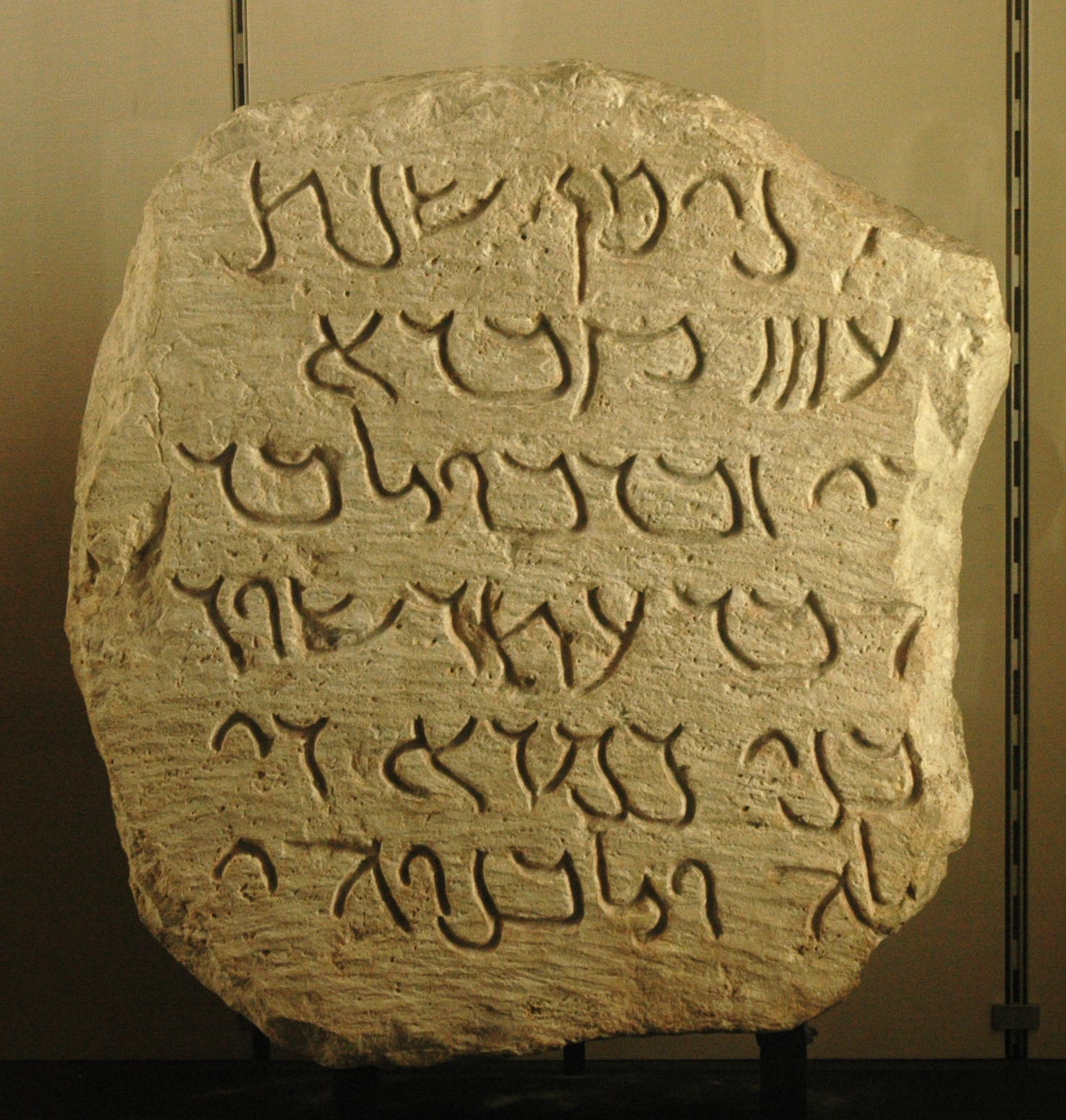
سنگ گور به الفبای تدمری (موزه لوور)
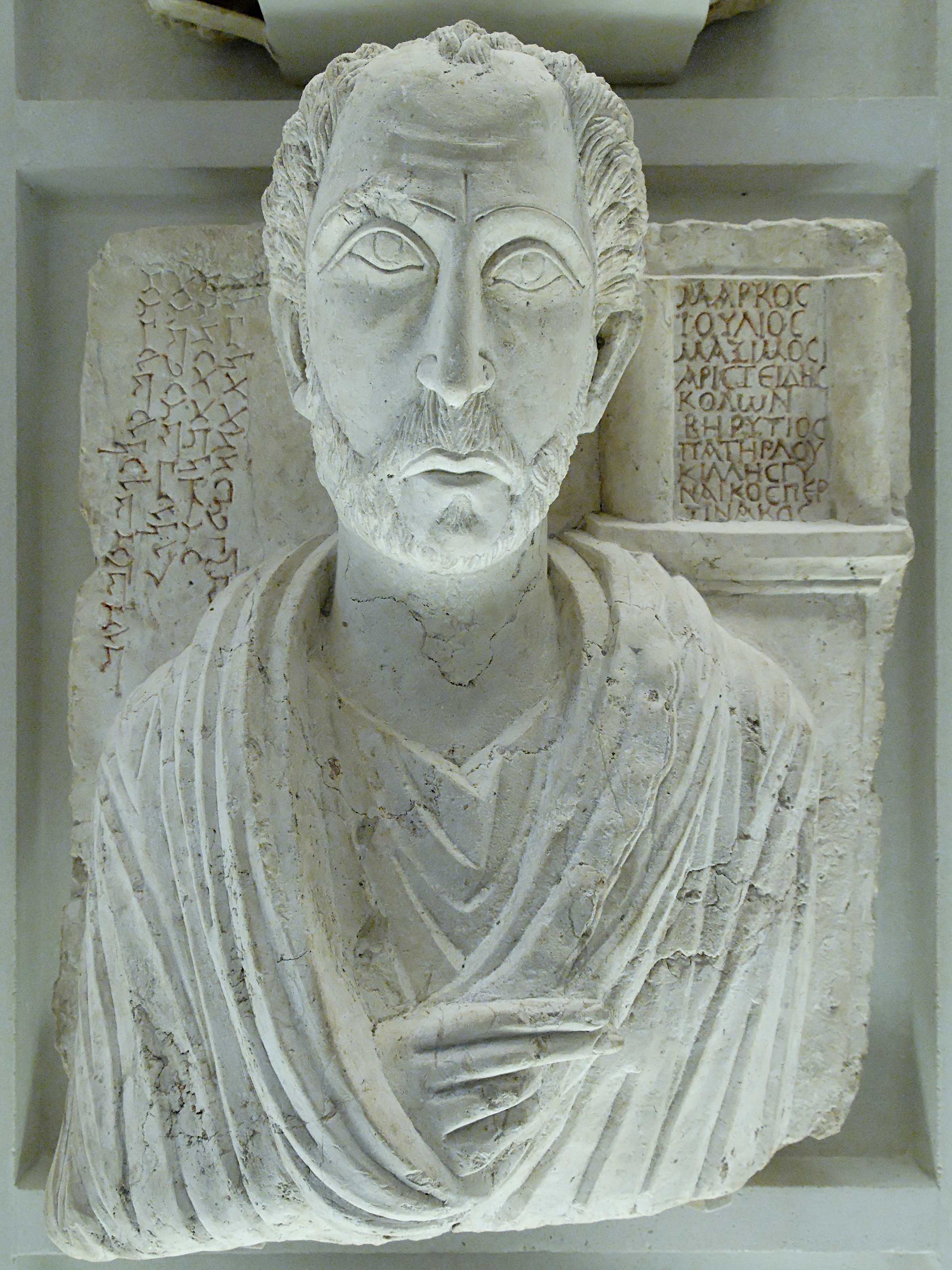
یکی از کتیبه‌های آسانگر در امر رمزگشایی خط تدمری. سنگنبشته دوزبانه یونانی/تدمری (موزه لوور)
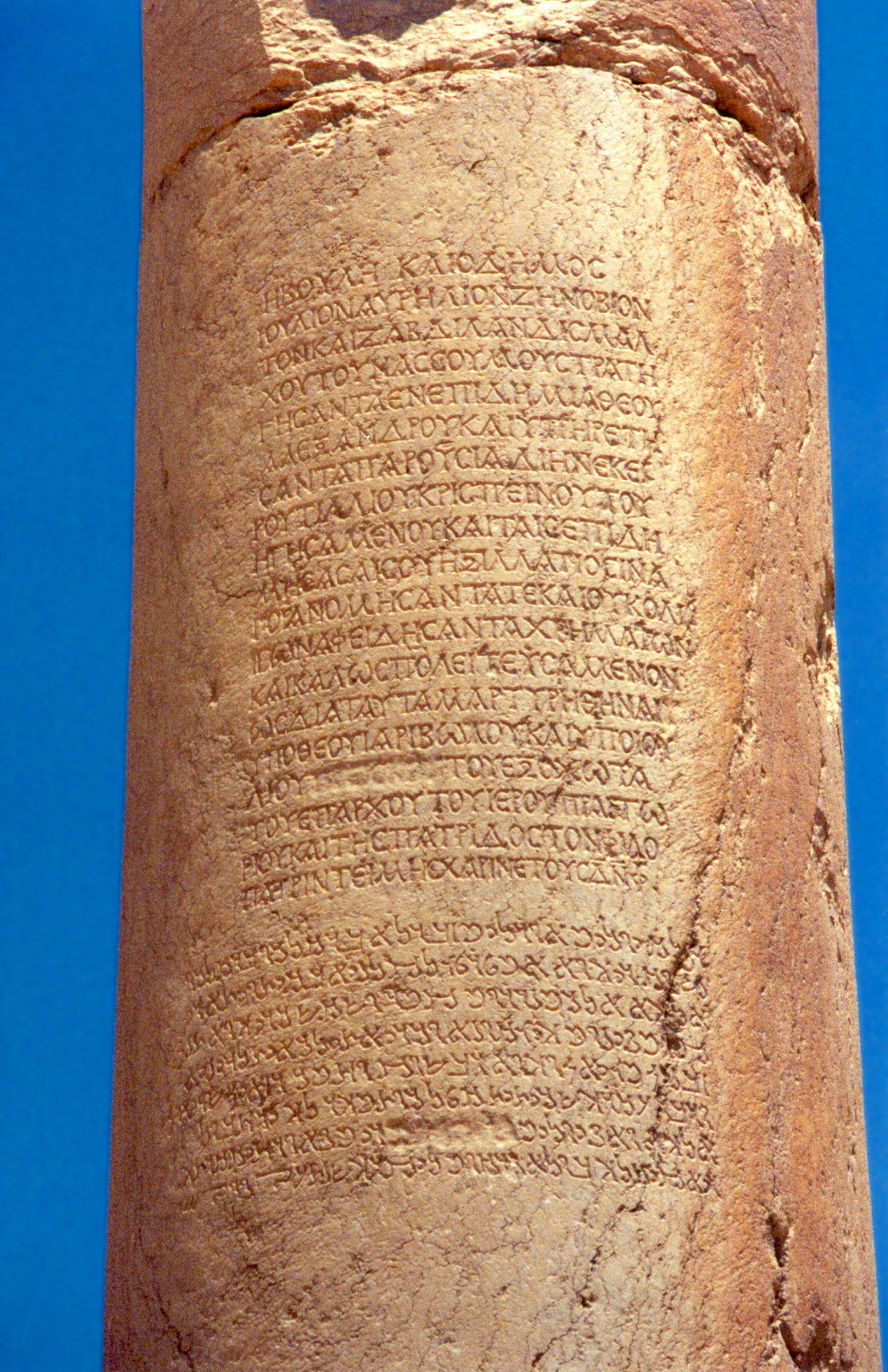
ستونی در تدمر با سنگنبشته‌ای دوزبانه تدمری/یونانی در یادبود قهرمانی ژولیوس اورلیس زنوبیوس ( Julius Aurelius Zenobius)